# Meinhardtgipfel
Meinhardtgipfel är en bergstopp i Antarktis. Den ligger i Östantarktis. Nya Zeeland gör anspråk på området. Toppen på Meinhardtgipfel är 1 123 meter över havet.
Terrängen runt Meinhardtgipfel är kuperad västerut, men österut är den bergig. Trakten är obefolkad. Det finns inga samhällen i närheten.